# Terencio Alberto O´Brien
Terencio Alberto O'Brien fue un Miembro de la Orden de Predicadores Obispo de Emly y mártir .

## Biografía
Nació en 1601 en Cappamore, Irlanda de una familia rica. 
En 1621 ingresó en la Orden de Predicadores en el convento de Limerick y se trasladó a España donde fue ordenado sacerdote en 1627. Recibió una esmerada formación en teología y derecho cánonico así como una vocación misionera y con el carisma de su Orden. Volvió a Irlanda y fue nombrado prior y repetidamente provincial de varios conventos.

## Nombramiento como Obispo de Emly
Fue a Roma al capítulo general de 1644 donde acreditado ante el papa Urbano VIII, que conocía su magnífica preparación y celo apostólico, lo designó obispo de Emly, consagrándolo el año 1648. Volvió a Irlanda al cumplimiento de sus deberes episcopales, conquistando el amor de sus fieles. 

## Arresto
Estaba en Limerick cuando está ciudad cayó en manos de los Parlamentaristas ingleses tras el asedio dirigido por Henry Ireton, en el marco de las Guerras Confederadas. Fue hallado dando la comunión a los enfermos. Fue arrestado y se le ofreció dinero para que se marchara de la ciudad, pero él se negó.

## Condena y Muerte
Tras su negativa fue condenado a muerte por Ireton La Orden Dominicana lo celebra el 30 de octubre.Con mucha calma y resignación habló al pueblo palabras de exhortación antes de ser ejecutado. Fue ahorcado el 30 de octubre de 1651.

## Culto
Fue beatificado el 27 de septiembre de 1992 por el papa Juan Pablo II.
| Predecesor: Maurice Hurley | Obispo de Emly 1647-30 de octubre de 1651 | Sucesor: Sede Vacante hasta 1657 William Burgat |